# Bundestagswahlkreis Unterems
Der Bundestagswahlkreis Unterems (Wahlkreis 25) ist ein Wahlkreis in Niedersachsen für die Wahlen zum Deutschen Bundestag. Er umfasst den Landkreis Leer (mit Insel Borkum) und vom Landkreis Emsland die Gemeinden Haren (Ems), Papenburg, Rhede und Twist sowie die Samtgemeinden Dörpen, Lathen, Nordhümmling, Sögel und Werlte.

## Wahlkreisgeschichte
Der Wahlkreis hatte bei den Bundestagswahlen 1980 bis 1998 die Wahlkreisnummer 20. Er wurde für die Bundestagswahl 1980 aus Teilen der ehemaligen Wahlkreise Emden – Leer und Emsland neu gebildet. Das Wahlkreisgebiet besteht seitdem unverändert in der eingangs genannten Form. Von 2002 bis 2009 hatte er die Nummer 26, seit 2013 die Nummer 25. Der Wahlkreis gilt als CDU-Hochburg, obwohl diese ihn seit 1998 nicht mehr mit absoluter Mehrheit gewinnen konnte. Im ostfriesischen Landkreis Leer stellt die SPD die Mehrheit, welche bei den Bundestagswahlen in den Jahren 2002 und 2005 auch die Zweitstimmenmehrheit im gesamten Wahlkreis für sich gewinnen konnte.

## Wahlkreisabgeordnete
| Wahl | Abgeordneter | Abgeordneter    | Partei | Stimmen in % |
| ---- | ------------ | --------------- | ------ | ------------ |
| 1980 |              | Rudolf Seiters  | CDU    | 51,0         |
| 1983 | 56,8         | Rudolf Seiters  | CDU    |              |
| 1987 | 51,3         | Rudolf Seiters  | CDU    |              |
| 1990 | 56,6         | Rudolf Seiters  | CDU    |              |
| 1994 | 56,7         | Rudolf Seiters  | CDU    |              |
| 1998 | 49,4         | Rudolf Seiters  | CDU    |              |
| 2002 |              | Gitta Connemann | CDU    | 47,4         |
| 2005 | 47,1         | Gitta Connemann | CDU    |              |
| 2009 | 45,2         | Gitta Connemann | CDU    |              |
| 2013 | 54,7         | Gitta Connemann | CDU    |              |
| 2017 | 50,0         | Gitta Connemann | CDU    |              |
| 2021 | 44,4         | Gitta Connemann | CDU    |              |
| 2025 | 40,5         | Gitta Connemann | CDU    |              |

## Wahlergebnisse

### Bundestagswahl 2025
| Kandidaten                                             | Kandidaten                   | Parteien/Listen     | Erststimmen | Erststimmen | Zweitstimmen | Zweitstimmen |
| Kandidaten                                             | Kandidaten                   | Parteien/Listen     | Stimmen     | %           | Stimmen      | %            |
| ------------------------------------------------------ | ---------------------------- | ------------------- | ----------- | ----------- | ------------ | ------------ |
|                                                        | Anja Troff-Schaffarzyk       | SPD                 | 44.288      | 22,5        | 42.893       | 21,7         |
|                                                        | Gitta Connemanngewählt im WK | CDU                 | 79.775      | 40,5        | 64.643       | 32,8         |
|                                                        | Julian Pahlke                | GRÜNE               | 13.738      | 7,0         | 14.267       | 7,2          |
|                                                        | Ferhat Asi                   | FDP                 | 4.981       | 2,5         | 7.717        | 3,9          |
|                                                        | Martina Uhr                  | AfD                 | 40.010      | 20,3        | 41.176       | 20,9         |
|                                                        | Michel Rolandi               | Die Linke           | 10.839      | 5,5         | 12.955       | 6,6          |
|                                                        | —                            | Tierschutzpartei    | –           | –           | 2.075        | 1,1          |
|                                                        | —                            | dieBasis            | –           | –           | 540          | 0,3          |
|                                                        | —                            | Die PARTEI          | –           | –           | 863          | 0,4          |
|                                                        | Andreas Wilshusen            | FREIE WÄHLER        | 3.213       | 1,6         | 1.433        | 0,7          |
|                                                        | —                            | Piraten             | –           | –           | 271          | 0,1          |
|                                                        | —                            | Volt                | –           | –           | 677          | 0,3          |
|                                                        | —                            | PdH                 | –           | –           | 102          | 0,1          |
|                                                        | —                            | MLPD                | –           | –           | 27           | 0,0          |
|                                                        | —                            | BÜNDNIS DEUTSCHLAND | –           | –           | 228          | 0,1          |
|                                                        | —                            | BSW                 | –           | –           | 7.356        | 3,7          |
| Gesamt                                                 | Gesamt                       | Gesamt              | 196.844     | 100         | 197.223      | 100          |
|                                                        |                              |                     |             |             |              |              |
| Ungültige Stimmen                                      | Ungültige Stimmen            | Ungültige Stimmen   | 1.429       | 0,7         | 1.050        | 0,5          |
| Wähler                                                 | Wähler                       | Wähler              | 198.273     | 83,5        | 198.273      | 83,5         |
| Wahlberechtigte                                        | Wahlberechtigte              | Wahlberechtigte     | 237.527     |             | 237.527      |              |
|                                                        |                              |                     |             |             |              |              |
| Quellen: Die Bundeswahlleiterin, Kandidaten – Ergebnis |                              |                     |             |             |              |              |

### Bundestagswahl 2021
| Kandidaten                                             | Kandidaten                   | Parteien/Listen   | Erststimmen | Erststimmen | Zweitstimmen | Zweitstimmen |
| Kandidaten                                             | Kandidaten                   | Parteien/Listen   | Stimmen     | %           | Stimmen      | %            |
| ------------------------------------------------------ | ---------------------------- | ----------------- | ----------- | ----------- | ------------ | ------------ |
|                                                        | Gitta Connemanngewählt im WK | CDU               | 77.143      | 44,4        | 52.067       | 29,9         |
|                                                        | Anja Troff-Schaffarzyk       | SPD               | 49.440      | 28,5        | 59.229       | 34,0         |
|                                                        | Julian Pahlke                | GRÜNE             | 16.434      | 9,5         | 18.576       | 10,7         |
|                                                        | Holger Kühnlenz              | AfD               | 13.584      | 7,8         | 14.248       | 8,2          |
|                                                        | Ferhat Asi                   | FDP               | 10.763      | 6,2         | 17.671       | 10,1         |
|                                                        | Kai-Uwe Jesiek               | DIE LINKE         | 4.358       | 2,5         | 4.650        | 2,7          |
|                                                        | Rafael Gil Brand             | dieBasis          | 1.866       | 1,1         | 1.619        | 0,9          |
|                                                        | Siegfried Balzer             | Einzelbewerber    | 159         | 0,1         | –            | –            |
|                                                        | -                            | Tierschutzpartei  | –           | –           | 2.044        | 1,2          |
|                                                        | –                            | Die PARTEI        | –           | –           | 1.649        | 0,9          |
|                                                        | –                            | FREIE WÄHLER      | –           | –           | 856          | 0,5          |
|                                                        | –                            | PIRATEN           | –           | –           | 534          | 0,3          |
|                                                        | –                            | Volt              | –           | –           | 334          | 0,2          |
|                                                        | -                            | Team Todenhöfer   | –           | –           | 211          | 0,1          |
|                                                        | -                            | NPD               | –           | –           | 161          | 0,1          |
|                                                        | –                            | Die Humanisten    | –           | –           | 103          | 0,1          |
|                                                        | –                            | V-Partei³         | –           | –           | 97           | 0,1          |
|                                                        | -                            | du.               | –           | –           | 92           | 0,1          |
|                                                        | –                            | ÖDP               | –           | –           | 58           | 0,0          |
|                                                        | –                            | LKR               | –           | –           | 31           | 0,0          |
|                                                        | –                            | DKP               | –           | –           | 28           | 0,0          |
|                                                        | -                            | MLPD              | –           | –           | 18           | 0,0          |
| Gesamt                                                 | Gesamt                       | Gesamt            | 173.747     | 100         | 174.276      | 100          |
|                                                        |                              |                   |             |             |              |              |
| Ungültige Stimmen                                      | Ungültige Stimmen            | Ungültige Stimmen | 2.079       | 1,2         | 1.550        | 0,9          |
| Wähler                                                 | Wähler                       | Wähler            | 175.826     | 73,7        | 175.826      | 73,7         |
| Wahlberechtigte                                        | Wahlberechtigte              | Wahlberechtigte   | 238.506     |             | 238.506      |              |
|                                                        |                              |                   |             |             |              |              |
| Quellen: Die Bundeswahlleiterin, Kandidaten – Ergebnis |                              |                   |             |             |              |              |

### Bundestagswahl 2017
Zur Bundestagswahl 2017 am 24. September wurden 7 Direktkandidaten und 18 Landeslisten zugelassen.
| Direktkandidat   | Partei           | Erststimmen in % | Zweitstimmen in % |
| ---------------- | ---------------- | ---------------- | ----------------- |
| Gitta Connemann  | CDU              | 50               | 42,4              |
| Markus Paschke   | SPD              | 28               | 27,5              |
| Marion Terhalle  | FDP              | 4,4              | 7,8               |
| Harald Kleem     | GRÜNE            | 4,7              | 5,9               |
| Bettina Kubiak   | DIE LINKE.       | 4,4              | 5,4               |
| Christoph Merkel | AfD              | 7,7              | 8,4               |
| –                | PIRATEN          | –                | 0,3               |
| –                | NPD              | –                | 0,2               |
| –                | Tierschutzpartei | –                | 0,7               |
| –                | MLPD             | –                | 0,0               |
| –                | DiB              | –                | 0,1               |
| –                | DKP              | –                | 0,0               |
| –                | FREIE WÄHLER     | –                | 0,2               |
| –                | BGE              | –                | 0,1               |
| –                | DM               | –                | 0,1               |
| –                | ÖDP              | –                | 0,1               |
| Marius Wolters   | Die PARTEI       | 0,7              | 0,8               |
| –                | V-Partei³        | –                | 0,1               |

### Bundestagswahl 2013
Die Bundestagswahl 2013 fand am 22. September statt. Zur Wahl wurden acht Direktkandidaten und 14 Landeslisten zugelassen. Direkt gewählte Abgeordnete ist Gitta Connemann von der CDU. Ihr Gegenkandidat Markus Paschke von der SPD zog über die niedersächsische Landesliste der SPD in den Bundestag ein.
Die Wahl hatte das folgende Ergebnis:
| Direktkandidat        | Partei           | Erststimmen in % | Zweitstimmen in % |
| --------------------- | ---------------- | ---------------- | ----------------- |
| Gitta Connemann       | CDU              | 54,7             | 48,8              |
| Markus Paschke        | SPD              | 31,2             | 30,9              |
| Hans-Michael Goldmann | FDP              | 2,6              | 4,0               |
| Harald Kleem          | GRÜNE            | 5,1              | 5,8               |
| Charlotte Lenzen      | DIE LINKE.       | 3,9              | 4,1               |
| –                     | PIRATEN          | –                | 1,3               |
| Albert Wille          | NPD              | 1,0              | 0,8               |
| –                     | Tierschutzpartei | –                | 0,7               |
| –                     | MLPD             | –                | 0,0               |
| –                     | AfD              | –                | 2,9               |
| –                     | pro Deutschland  | –                | 0,1               |
| –                     | REP              | –                | 0,1               |
| Ingo Tonsor           | FREIE WÄHLER     | 1,1              | 0,4               |
| –                     | PBC              | –                | 0,2               |
| Ralf Lükensmeier      | Einzelbewerber   | 0,4              | 0,0               |

### Bundestagswahl 2009
| Direktkandidat        | Partei                | Erststimmen in % | Zweitstimmen in % |
| --------------------- | --------------------- | ---------------- | ----------------- |
| Gitta Connemann       | CDU                   | 45,2             | 39,1              |
| Keno Borde            | SPD                   | 29,3             | 27,6              |
| Hans-Michael Goldmann | FDP                   | 9,5              | 12,8              |
| Tammo Lenger          | Bündnis 90/Die Grünen | 7,4              | 7,5               |
| Franziska Junker      | Die Linke.            | 7,4              | 8,7               |
| Wilhelm Sudmann       | NPD                   | 1,1              | 1,1               |
| –                     | Tierschutzpartei      | –                | 0,7               |
| –                     | PIRATEN               | –                | 1,8               |
| –                     | RRP                   | –                | 0,4               |
| –                     | MLPD                  | –                | 0,0               |